# 春遍雀来
春遍雀来（Jack Halpern，1946年—）是一位居住在日本的词典编纂家，专长于日本汉字（Kanji）。他是讲谈社汉英学习字典的主编，同时也是SKIP（字型式检字法）的发明者。春遍雀来还热衷于独轮车运动，曾担任国际独轮车联盟的创始人和会长。目前，他定居于日本的埼玉县。

## 人物
春遍雀来于1946年出生在德国。早年曾辗转居住于法国、巴西、美国等六个国家，掌握了多种语言。他在大学攻读天文学，毕业后开始提供技术翻译服务。1968年，他在一次旅行中结识了一位日本人，后者向他介绍了汉字，从而引发了他对汉字的浓厚兴趣。1973年，他与家人一起移居到日本，目前与妻子和两个孩子定居于日本。 在此期间，他成立了日本唯一的意第绪语教学组织——日本意第绪语俱乐部 、并通过该俱乐部在涩谷的犹太社区中心教授意第绪语。
在日本国内，春遍雀来以公开露面演讲而闻名。除了在日本杂志和期刊上发表专栏和在众多综艺节目中亮相外他还进行过与词典学、语言学习以及其他语言和文化相关主题的数以百场的公开讲座。此外，他还曾担任昭和女子大学的研究员。
春遍雀来精通演奏克尼亚（一种传统的安第斯长笛）。自2002年以来，他一直与日本的Tortuguita乐队合作进行音乐表演。
他是一位著名的多语言者，精通英语、日语、希伯来语、意第绪语、葡萄牙语、西班牙语、德语、汉语、世界语、标准阿拉伯语、巴勒斯坦阿拉伯语和越南语在内的十二种语言。此外，他还具备阅读拉迪诺语、帕皮阿门托语和阿拉米语的能力。

## 日中韩辞典研究所
春遍雀来是日中韩辞典研究所（CJKI）的总裁，与CJKI一起，春遍雀来出版了包括『讲谈社汉英学习字典』和『新汉英字典』在内的多部面向语言学习者的工具书。CJKI是从事汉语、日语、韩语、阿拉伯语及其他多种语言的词典编纂工作的研究所，出版了机械工程、经济学和医学等领域的多部专业术语词典，并开发了日中韩和阿拉伯语 的5000万条大规模词汇数据库、标准阿拉伯语数据库（ArabLEX）、以及埃及等方言的阿拉伯语方言综合数据库（DiaLEX）。

## 独轮车运动
春遍雀来是一名狂热的独轮车手，曾是吉尼斯世界纪录的百英里独轮车最快纪录保持者，并在日本、美国、加拿大、中国等国家积极推动了独轮车运动的普及。1978年，他创办了日本独轮车俱乐部（JUC）,将独轮车引入到了日本，并担任了该俱乐部的首任会长 。随后，他一直担任了该俱乐部的继任组织日本独轮车协会（JUA）的执行董事，直到2012年。他的著作 谁都可以骑独轮车 （Anyone Can Ride a Unicycle ）被认为是解释如何骑独轮车的第一本日语书籍，至今仍随一些独轮车型号在日本销售。 1980年，他创立了国际独轮车联盟，并当选为首任会长。从1984年到2001年，春遍雀来历任该联盟的会长或副会长，帮助推广了独轮车竞技在世界的普及。作为普及活动的一环，他协助组织了从1984年到2000年的前十届独轮车大会（UNICON）。1993年，春遍雀来通过组织第一届长城独轮车马拉松赛，又将竞技独轮车运动引入到了中国。